# Pınarbaşı, Kayseri
Pınarbaşı là một huyện thuộc tỉnh Kayseri, Thổ Nhĩ Kỳ. Huyện có diện tích 3382 km² và dân số thời điểm năm 2007 là 30898 người, mật độ 9 người/km².